# Danse

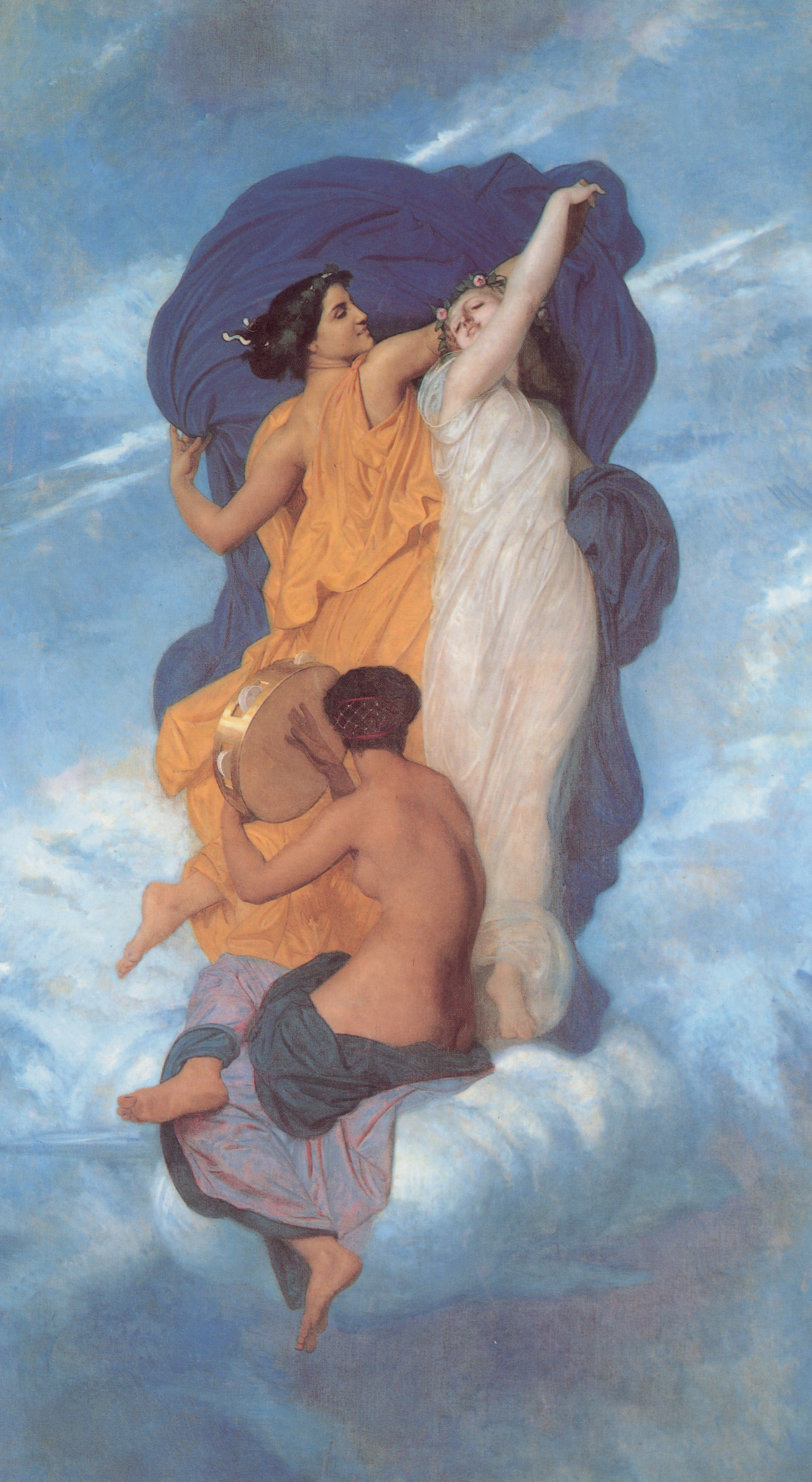
Allégorie de la Danse, œuvre de William Bouguereau.

La danse est une forme d'art vivant. C'est un mode d'expression éphémère constitué de séquences de mouvements de corps dans l'espace souvent accompagnés par de la musique. Les mouvements sont à dessein, intentionnellement rythmiques et façonnés culturellement. Les gestes sont principalement autres que ceux effectués lors d'activités motrices ordinaires et ont une valeur inhérente, esthétique et potentiellement symbolique.
Une danse est soit un ensemble défini de mouvements dénué de signification propre, comme souvent dans le ballet ou les danses traditionnelles européennes, soit une gestuelle inspirée par une symbolique laïque ou religieuse, tendant parfois vers une sorte de mime ou de pantomime, comme dans de nombreuses danses asiatiques. Parfois elle peut même viser à entraîner la transe.

## Généralités

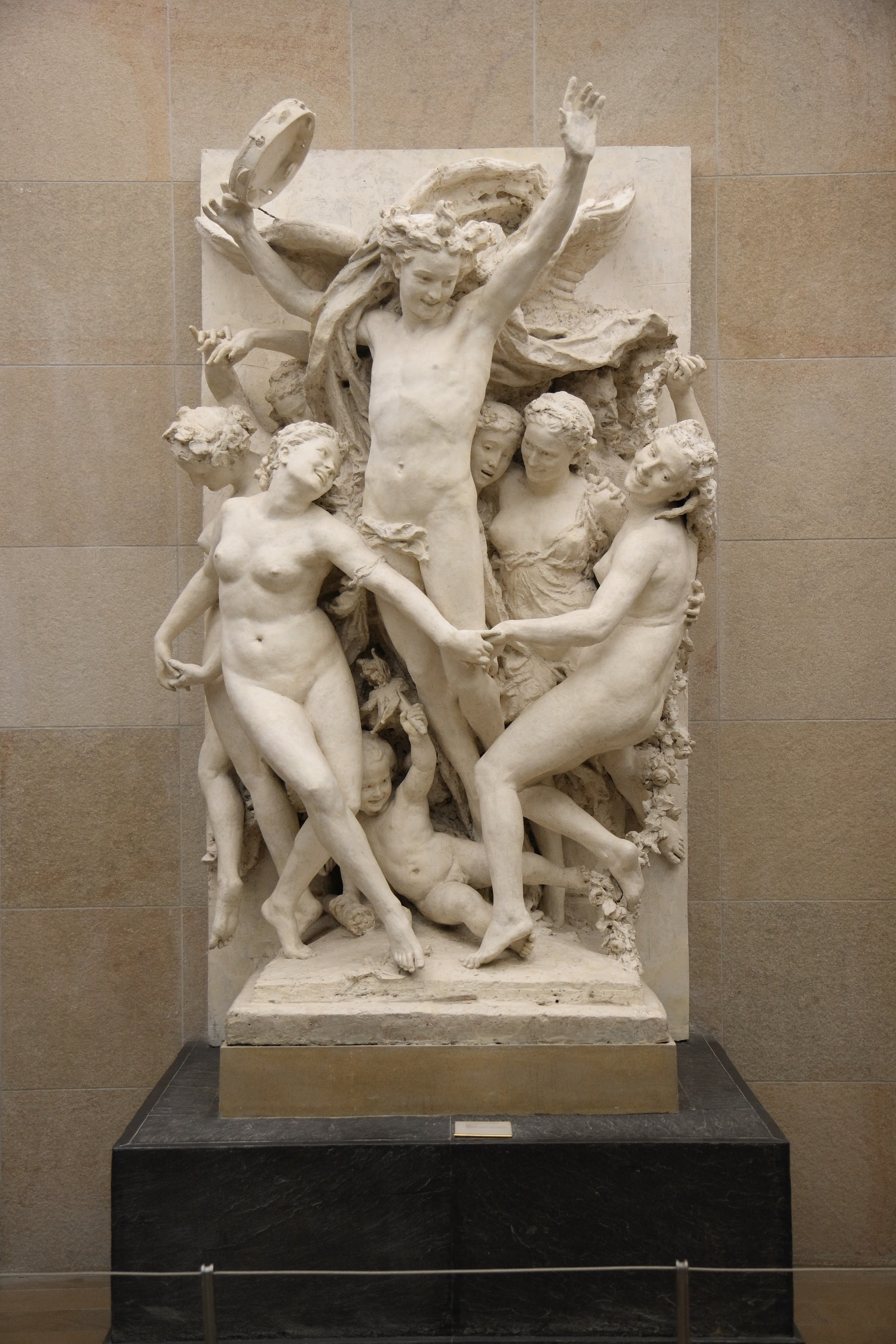
La danse a également inspiré de nombreux poètes et sculpteurs, dont Jean-Baptiste Carpeaux pour l'Opéra Garnier de Paris.

La danse peut être un art, un rite ou encore un divertissement. Elle exprime des idées et des émotions ou raconte une histoire. La danse a en général un rapport direct dans l'histoire avec les autres formes d'art.
Le corps peut réaliser toutes sortes d'actions comme tourner, se courber, s'étirer, ou sauter. En les combinant selon des dynamiques variées dans une quête d'un mouvement le plus élégant possible, on peut inventer une infinité de mouvements différents. Le corps passe à l'état d'objet ou d'esprit. Il sert à exprimer les émotions du danseur à travers ses mouvements, l'art devient le maître du corps.

« La danse est le premier-né des arts. La musique et la poésie s'écoulent dans le temps ; les arts plastiques et l'architecture modèlent l'espace. Mais la danse vit à la fois dans l'espace et le temps. Avant de confier ses émotions à la pierre, au verbe, au son, l'homme se sert de son propre corps pour organiser l'espace et pour rythmer le temps. »

— Curt Sachs, introduction à l’Histoire de la danse, Éditions Gallimard, 1938, p. 7.
En Europe, la danse a peu attiré l'attention des philosophes et des théoriciens des Beaux-arts, qui la classent généralement au rang des arts mineurs et ne lui consacrent souvent que des remarques auxiliaires (ainsi chez Kant et Hegel). À partir du XXe siècle, notamment à la faveur du développement de la danse moderne, de plus en plus d'auteurs sollicitent la danse comme un art à part entière susceptible de donner lieu à une philosophie de la danse, comme il existe des philosophies ou des esthétiques de la musique, de l'architecture, etc.

## Origines
Les premières indications sur l'exécution de danses datent de la Préhistoire, au paléolithique, où des peintures rupestres attestent l'existence de danses primitives.
Il s'agit avant tout d'un acte cérémonial et rituel, adressé à une entité supérieure afin de :
- conjurer le sort (danse de la pluie) ;
- donner du courage (danse de la guerre ou de la chasse) ;
- plaire aux dieux (Antiquité égyptienne, grecque et romaine).

La danse primitive, couplée aux chants et à la musique, avait aussi probablement la capacité de faire entrer les participants dans un état de transe. La danse servait également comme un moyen de communication non verbale, afin d'exprimer des émotions et de partager des récits ou des évènements marquants.[Interprétation personnelle ?]

## Principaux genres de danses

### Amérique latine
- Latino : Salsa cubaine et portoricaine, Bachata, kizomba, merengue, zouk (caribéen), mambo, reggaeton, compas
- Argentin : tango milongero, tango nuevo
- Brésilien : lambazouk, lambada, samba de safieira, forró

### Asie
- Danse standard thaïlandaise
- K-pop
- J-pop
- C-pop
- V-pop
- T-pop
- Q-pop

### Occident

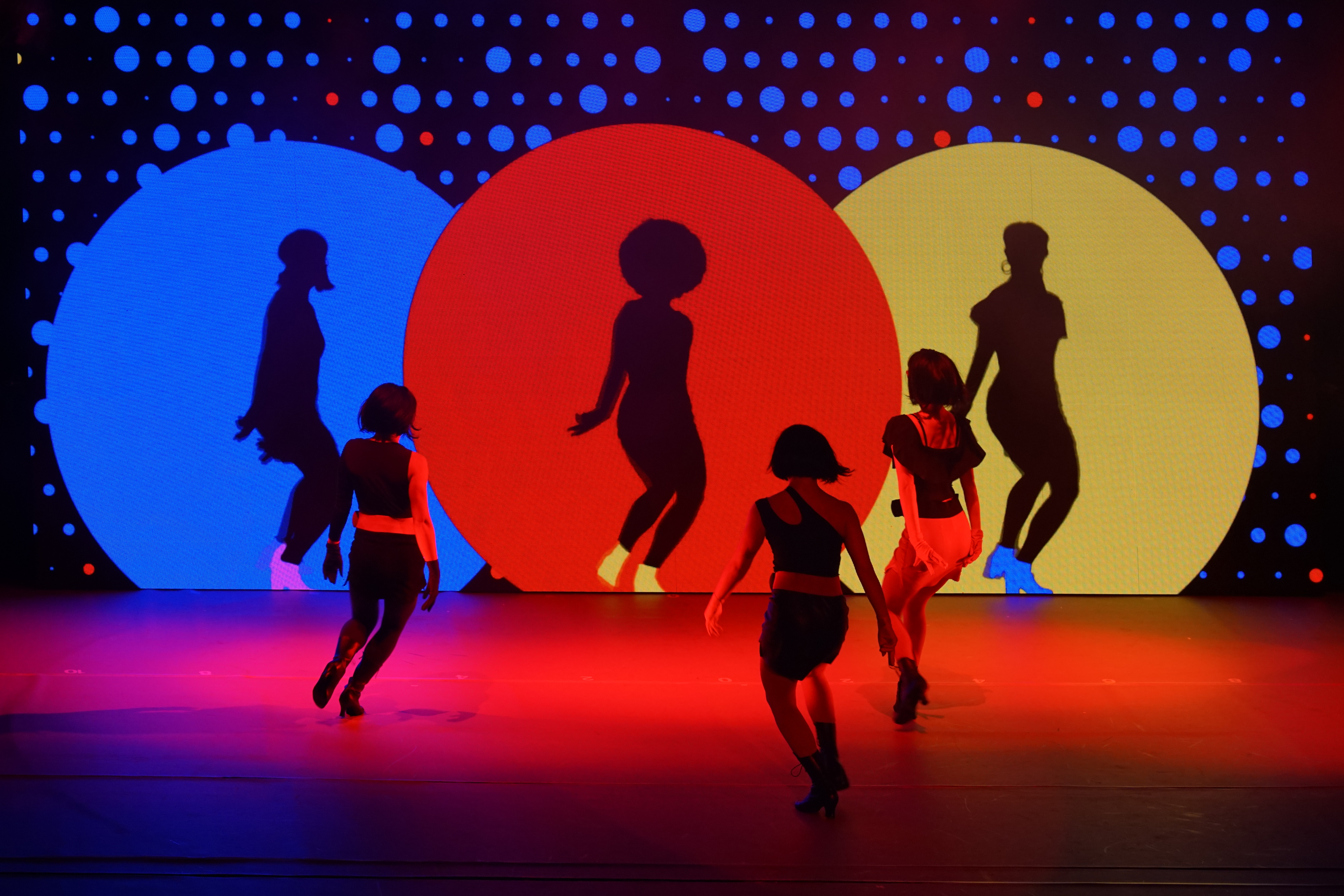
Danseuses qui jouent avec des modèles virtuels sur des écrans LED. Juin 2018.

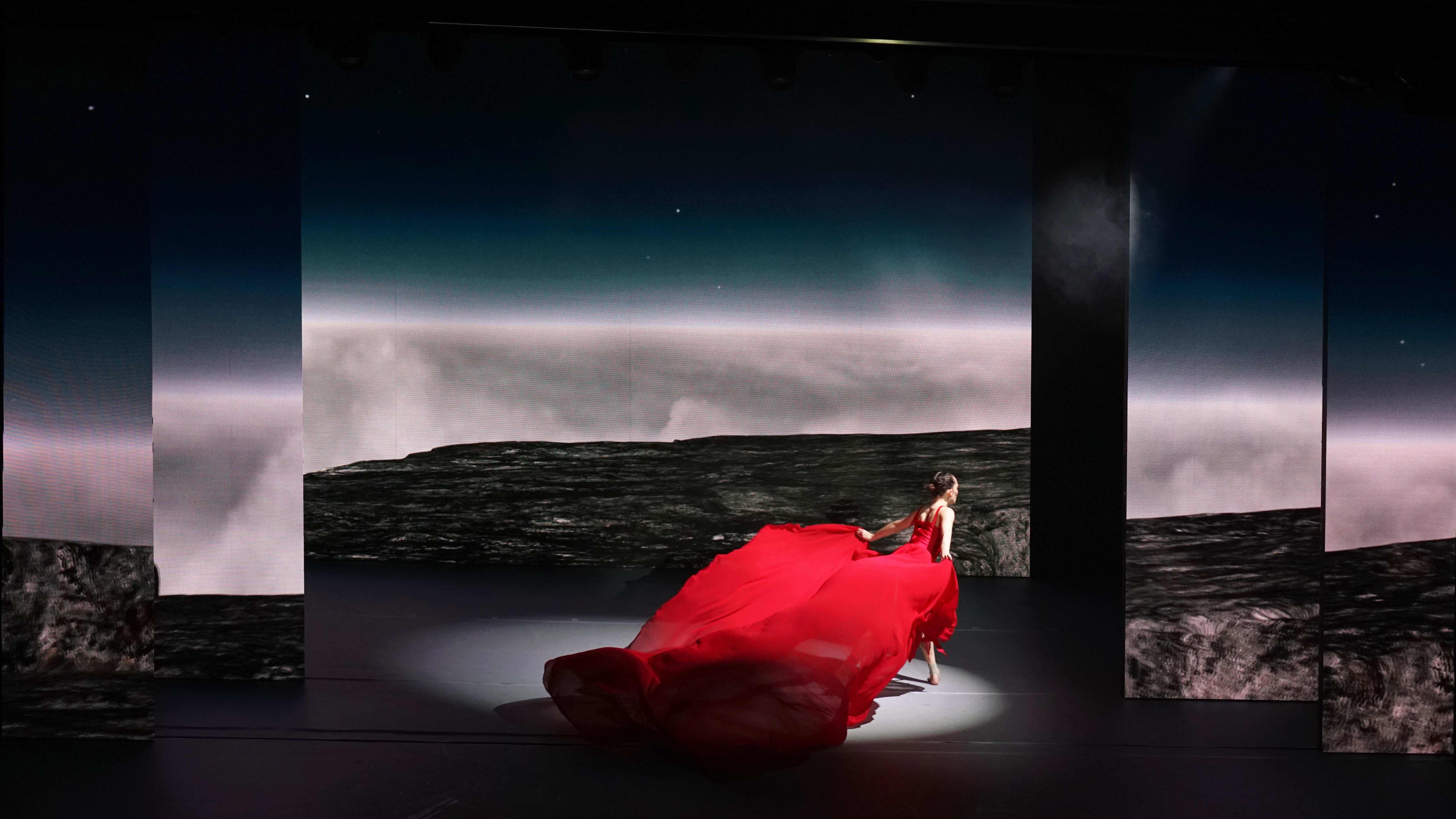
Danseuse avec un ventilateur pour soulever sa robe. Juin 2018.

Même si toutes les danses peuvent être données en spectacle, on peut caractériser les danses par leur nature première : spectacle, société ou/et compétition.
- Danse de spectacle
  - Classique
  - Modern jazz
  - Contemporain
  - Cabaret (French cancan, Burlesque, Pole dance, Lap dance et le cabaret en tant que forme libre de danse de spectacle, en solo, en couple ou en compagnie)
  - Electro : tecktonik, jumpstyle, old school
  - Street dance (voir aussi hip-hop)
  - Danse orientale
  - Dancehall (Jamaïque)

- Danses de société
  - Danses traditionnelles (ou folkloriques)
    - Danse en quadrille : quadrille français, quadrille des lanciers, quadrille américain, quadrille des Variétés parisiennes, quadrille des abeilles...
    - Danses historiques : polka, scottish, mazurka, etc.

  - Standards/Latines et leurs versions américanisées American Smooth et American Rhythm.
  - Danses sociales
    - Danses solo (du swing, tels que charleston, claquettes (Tap/Hollywood style) et jazz roots, et aussi Twist et Jerk)
    - Danses en ligne (Madison, Country, Line Dance, Claquettes irlandaises, Kuduro, Danse africaine)
    - Danses de couples
      - Danses de bal / musettes : java, valse musette, paso doble musette
      - Rock swing : Lindy Hop, Balboa, Boogie, Rock, West Coast Swing, Blues (en), Boogie woogie

- Danses de compétition
  - Danses sportives
    - Standards : valse anglaise ou valse lente, tango, valse viennoise, slow fox et quickstep
    - Latines : samba, cha-cha-cha, rumba, paso doble et jive

  - Danses acrobatiques (rock sauté, rock acrobatique)
  - Hip-hop : breakdance, popping, locking, house, hip-hop, etc.

- Autres formes de danse
  - Danses du monde
    - Danses classiques de l'Inde
    - Danse indonésienne

  - Danse rituelle
  - Danse martiale
  - Danse féminine
  - Danse sensuelle

## Danse et sport
- Danses sportives
- Natation synchronisée
- Patinage artistique
- Danse sur glace
- Gymnastique rythmique

## Ballets célèbres
- La Fille mal gardée (1789)
- La Sylphide (1832)
- Giselle (1841)
- Don Quichotte (1869)
- Coppélia (1870)
- Sylvia ou la Nymphe de Diane (1876)
- Le Lac des cygnes (1877)
- La Bayadère (1877)
- La Belle au bois dormant (1890)
- Casse-noisette (1892)
- Cendrillon (1893)
- Raymonda (1898)
- L'Oiseau de feu (1910)
- Petrouchka (1911)
- Le Sacre du printemps (1913)
- Roméo et Juliette (1940)

## Technique
- Si vous ne connaissez pas le sujet, laissez ce bandeau (vous pouvez alors contacter les auteurs).
- Si vous supprimez le contenu mis en cause (vous pouvez préalablement contacter les auteurs),

argumentez précisément cette suppression dans la page de discussion
(un manque de référence n'est pas un argument ; une recherche réelle de référence doit avoir été effectuée, être formellement documentée).

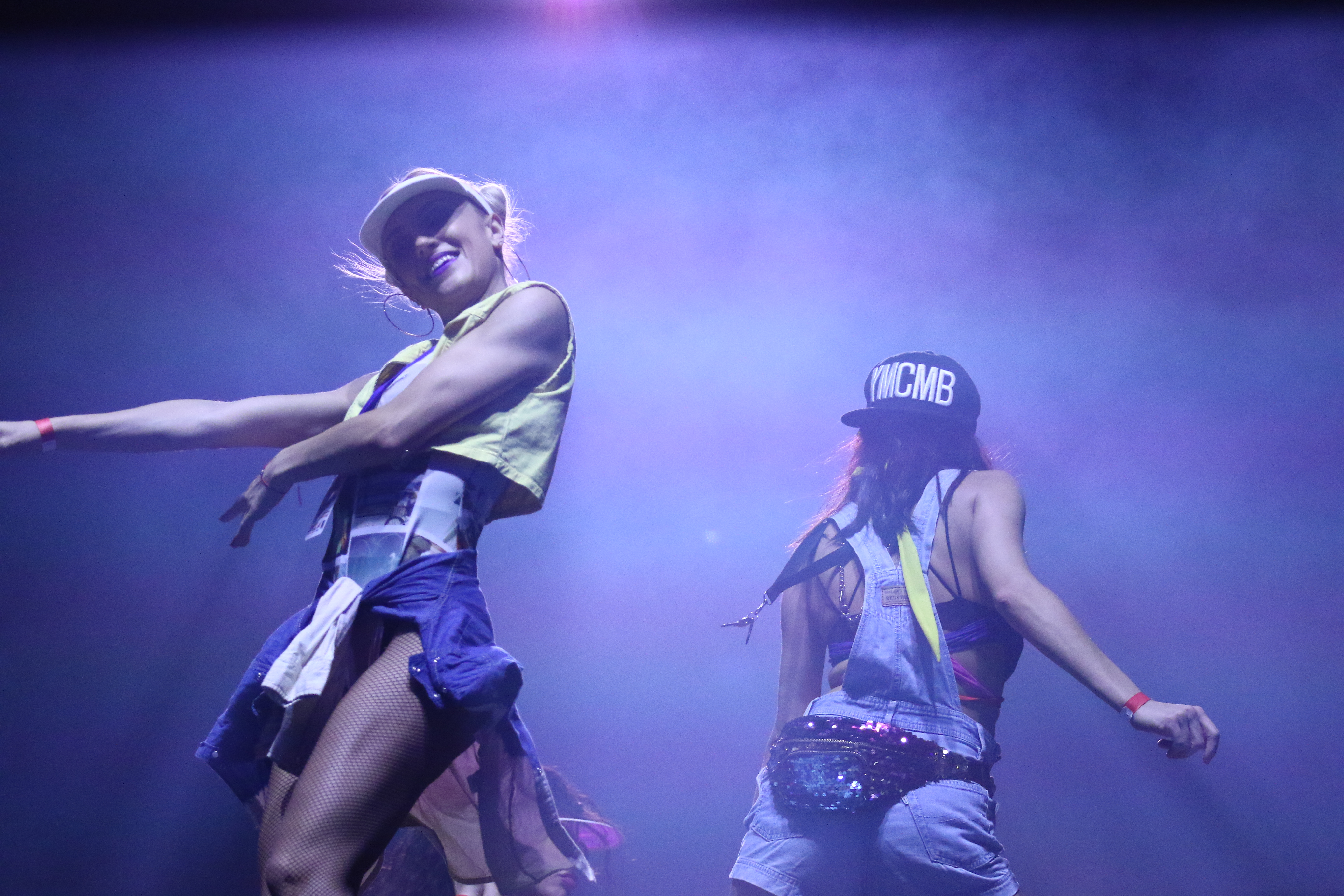

La technique de la danse repose classiquement sur l'articulation entre le mouvement et la musique.
On distingue classiquement entre le travail d'exécution de la danse (le danseur), le travail d'interprétation (danseur interprète) et le travail de création de l'œuvre (le chorégraphe).
Types de danse et émotions :
- il existe plusieurs types de danse et plusieurs types d'émotions mais les émotions se transmettent le plus souvent grâce aux danseurs qui jouent leur rôle. Les danseurs communiquent avec les spectateurs grâce à leurs mouvements et à leurs expressions du visage. Mais tout doit être en harmonie avec la musique. Si la musique est triste alors les expressions du visage doivent l'être aussi et au contraire, si les émotions transmises par la musique sont heureuses alors les expressions du visage doivent être joyeuses ;
- afin qu'un danseur réussisse à transmettre des émotions, il doit connaître son corps et les traits de son visage car dès que le spectateur le regarde, il doit directement voir de quoi parle le danseur ;
- il y a plusieurs types d’émotions : la joie, la satisfaction, la peur, la tristesse, la colère, la frustration, le dégoût… et toutes ont un sens dans le thème de la danse car toutes sont importantes afin de pouvoir apprécier le spectacle ;
- la capacité à reconnaître les émotions à partir des mouvements du corps est présente dès l'enfance[2]. Pourtant, bien que l'on sache que les personnes peuvent correctement identifier les émotions à partir des mouvements du corps lors d'une danse, les indices objectifs sur lequel la perception se fonde sont encore flous.

### Technique du danseur
La technique du danseur repose sur la combinaison de quatre éléments : l'occupation de l'espace, le rythme, le temps, et le mouvement du corps. Le mouvement du corps comporte notamment les éléments d'énergie, d'équilibre afin de parvenir à donner une forme au corps.
Dans beaucoup de traditions (y compris la danse classique occidentale), la technique de la danse consiste dans l'apprentissage et la répétition de mouvements répertoriés afin d'en acquérir maîtrise et perfection.
La danse contemporaine a introduit la notion d'improvisation, qui fait cependant elle-même appel à des techniques d’improvisation.

### Technique du chorégraphe
La création (mise en place) d'un spectacle dansé dans son ensemble est la chorégraphie qui fait appel à des techniques de mise en scène et de composition.
- Chorégraphie
- Choréologie
- Ethnochorégraphie
- Notation du mouvement
- Orchestique
- Danse-thérapie

## Personnalités et organisations marquantes

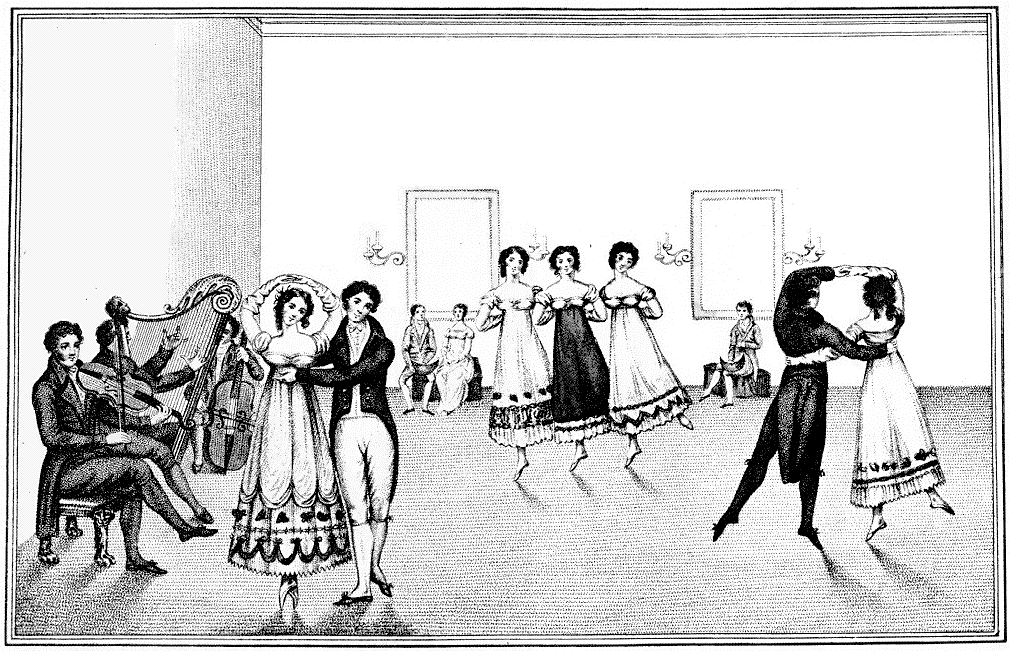
La Belle Assemblée (1817).

### Danseurs

#### Danse classique
- Rudolf Noureev (aussi chorégraphe)
- Anna Pavlova

### Chorégraphes
- Maurice Béjart
- Marius Petipa
- George Balanchine

### Enseignants de danse
- Vernon et Irene Castle

### Organisations

#### Compagnies de danse et de ballet
- Ballet de l'Opéra de Paris
- Bolchoï
- Mariinsky (Kirov)
- Ballets russes de Serge de Diaghilev
- New York City Ballet
- Royal Ballet

## Compétition
La danse compétitive se définit comme la pratique de la danse dans un contexte de compétition. Elle peut être débutée dès l'âge de 3 ans, sans âge maximum. Les compétitions de danse ont une durée approximative d'une à quatre journées s'étalant normalement du mercredi au dimanche. 
Durant ces compétitions, les danseurs sont regroupés en catégories en fonction de leur âge et de leur style de danse. Il est important de souligner que ces catégories peuvent varier en fonction de la compétition.
Catégories d'âges :
- Mini (3-6 ans)
- Junior (7-10 ans)
- Intermédiaire (11-14 ans)
- Sénior (15-19 ans)
- Adulte (19+)

Styles de danse :
- Jazz
- Théâtre musical
- Lyrique
- Contemporain
- Acro
- Open
- Ballet
- Pointe
- Hip-hop
- Claquette
- Classique

Les performances peuvent se dérouler en solo, en duo, en trio, en petit groupe (4-9 personnes), en grand groupe (10-15 personnes), en ligne (16-24 personnes), ou en ligne étendue (plus de 25 personnes). 
À la suite de la performance, le groupe reçoit une note de 78 à 100, avec des distinctions telles que Argent élevé (78-79.99), Or (80-83.99), Or élevé (84-87.99), Platine (88-90.99), Diamant (91-92.99), et Double Diamant (93 et plus). Pour honorer leur réussite, les danseurs du groupe reçoivent, soit un ruban, un macaron ou une médaille.
Lors de chaque cérémonie de remise des prix, les juges présentent des rubans personnalisés (en anglais : special awards) qui reconnaissent les qualités uniques des danseurs et de la chorégraphie. Ils remettent également des prix aux 1er, 2e et 3e meilleurs scores de la session. Toutes les performances y sont éligibles. 
À la fin de la compétition, les soloistes s'étant démarqués lors de la compétition peuvent être récipiendaires de bourses.

## La danse dans la culture populaire

### Au cinéma
- West Side Story
- Ballerina
- Billy Elliott
- Black Swan
- Tango
- Les chaussons rouges
- Tous en scène
- Pina
- Parle avec elle
- Flashdance
- Dirty Dancing

### À la télévision
- Danse avec les stars

## La danse dans la peinture et la sculpture

### Les représentations dans la peinture (XVIIIe–XXesiècles)
La danse est un thème récurrent dans les autres disciplines artistiques. Au XVIIIe siècle, les représentations de la danse sont importantes dans la culture de la société. Les artistes cherchent à illustrer le mouvement, l’élégance et exprimer la grâce. Les sujets représentent donc l’allégorie de l’amour et de la séduction. 
Les représentations du XIXe siècle restent dans la continuité du siècle précédent. L’ajout des artistes réside dans l’approche romantique que ceux-ci utilisent à travers leurs peintures. Ils y représentent l'expression de la beauté des mouvements. Le plus représentatif de ce siècle, en peinture, est Edgar Degas. Il a réalisé un bon nombre de toiles dans une série intitulée Danseuses où il représente le travail des danseuses. 
C’est avec le XXe siècle que la peinture autour de la danse présente un moment de rupture. En corrélation avec les changements culturels de l’époque. La danse est représentée de manière abstraite, ce qui montre une scission entre le réalisme des siècles précédents et le XXe siècle.

### Les représentations dans la sculpture (XVIIIe–XXesiècle)
La même continuité est perceptible dans la sculpture entre le XVIIIe et le XIXe siècle. Dans l’art sculptural du XVIIIe siècle, le point d’honneur porte sur la mise en valeur des mouvements grâcieux à travers des matériaux favoris qui sont le marbre et le bronze. Au XIXe siècle, la recherche de réalisme que l’on observe dans la peinture se reflète également dans la sculpture. Les artistes délaissent la danse classique pour s’intéresser à la danse moderne et tentent de représenter les émotions et un certain dynamisme insufflé au mouvement. Tout comme la peinture, le XXe siècle constitue un moment de rupture : l’intérêt est porté sur la représentation abstraite des figures à travers de nouveaux matériaux.

## Galerie

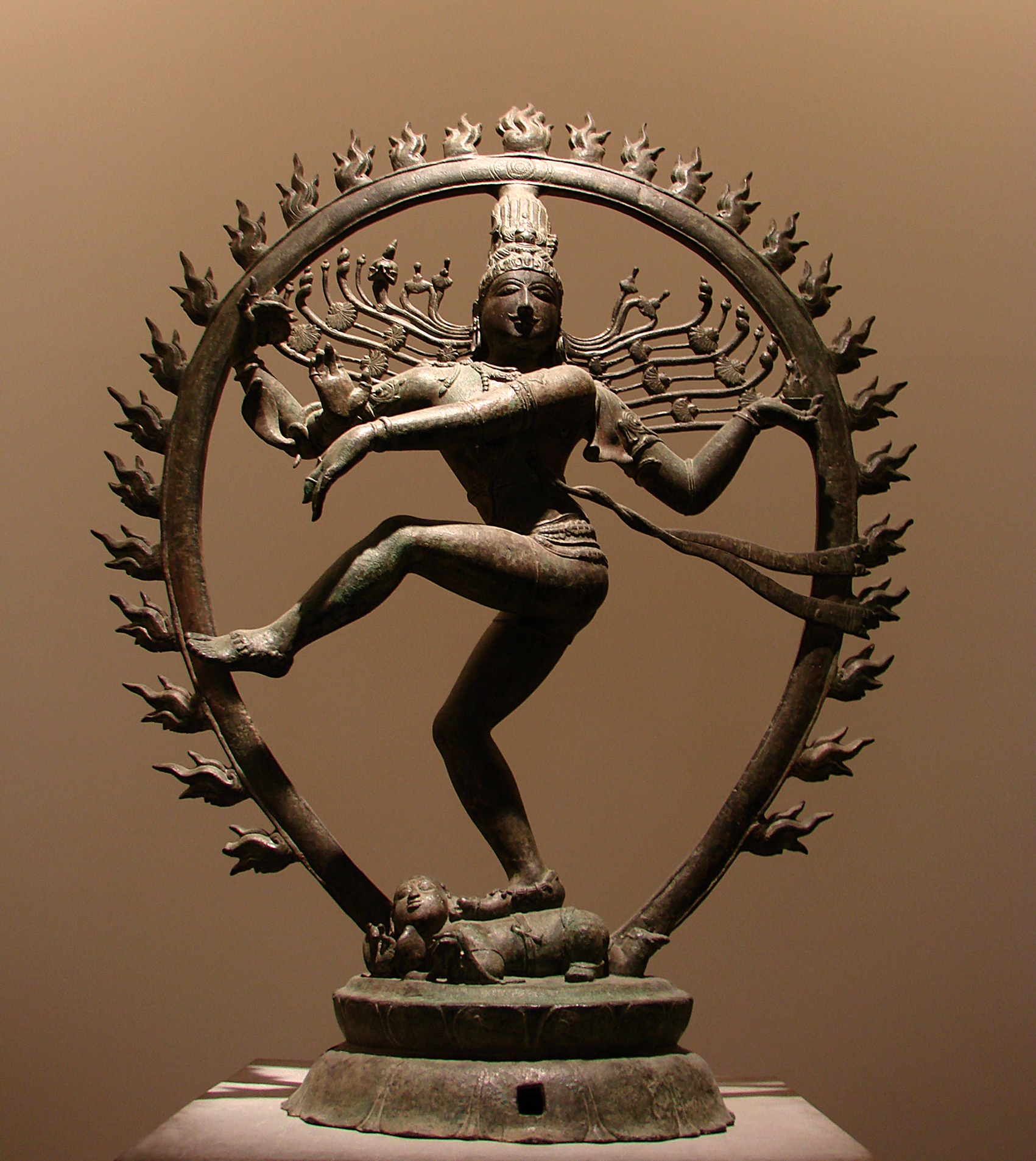
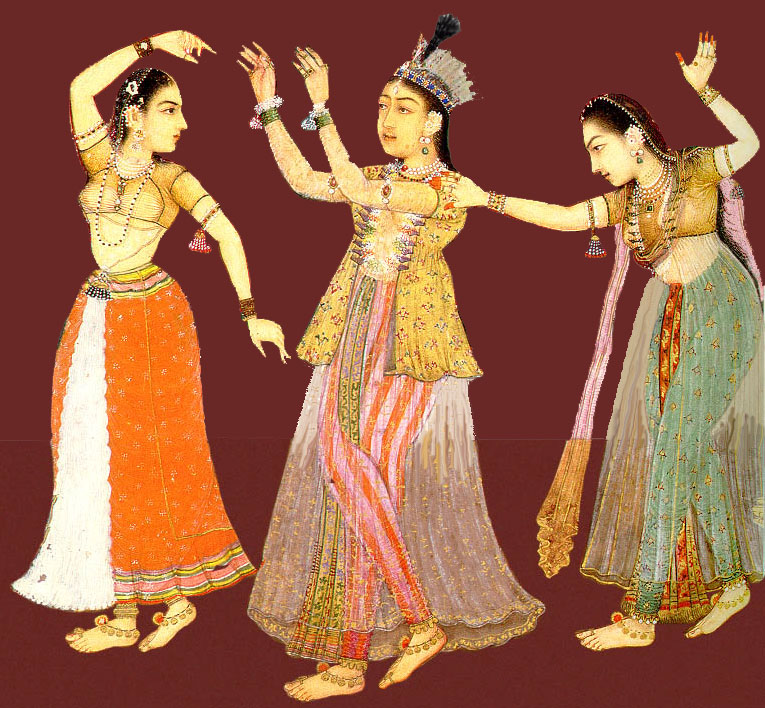
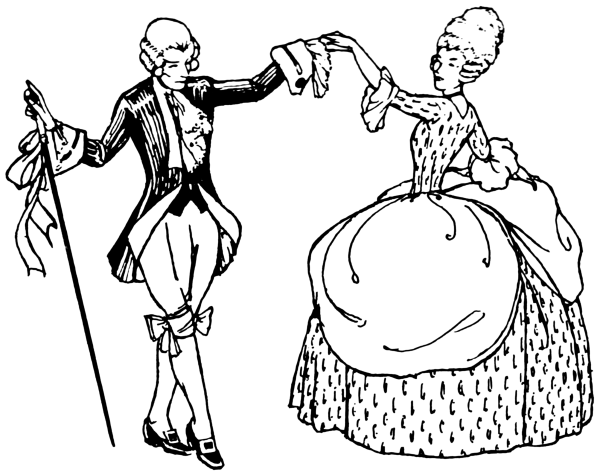
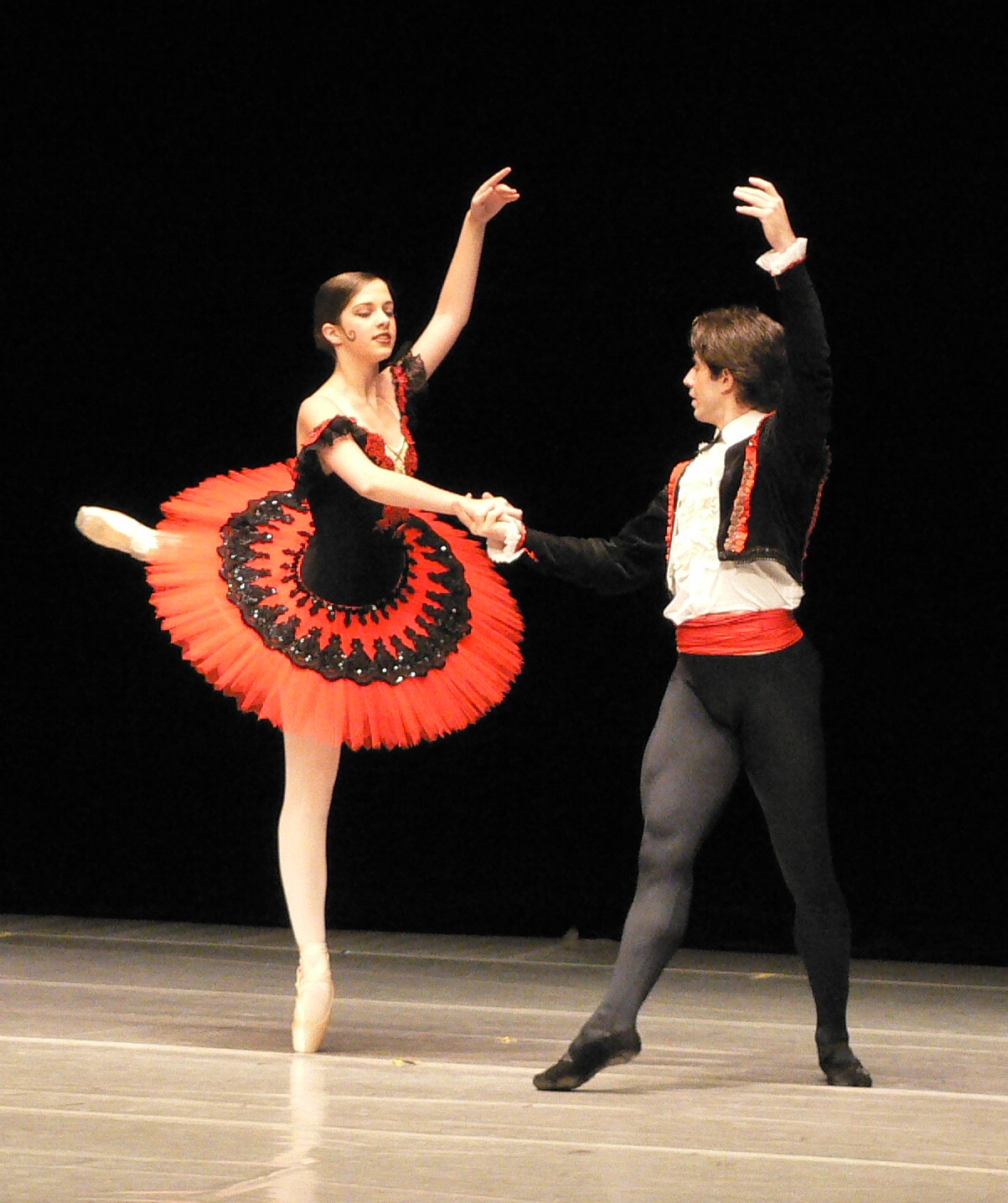
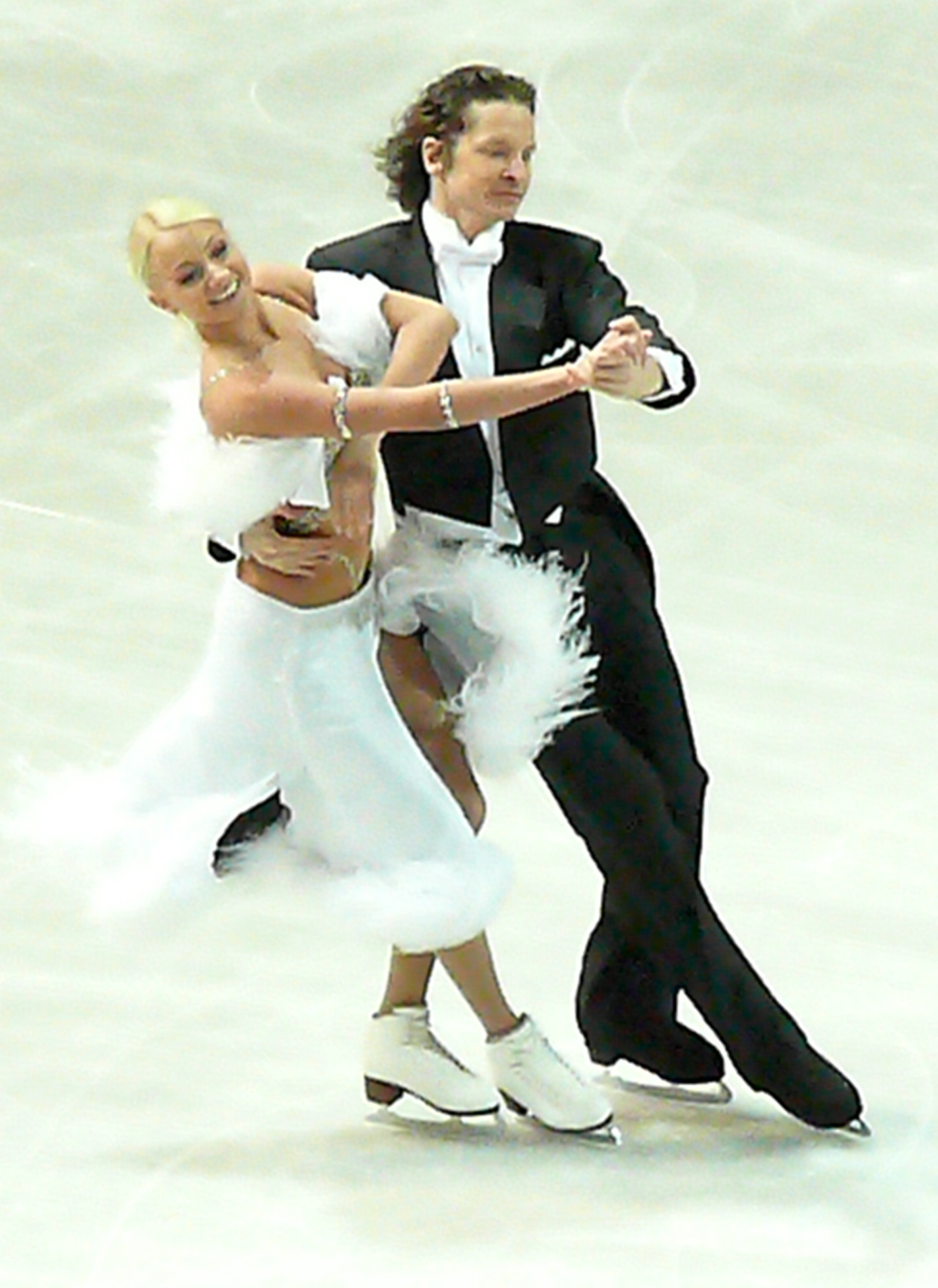
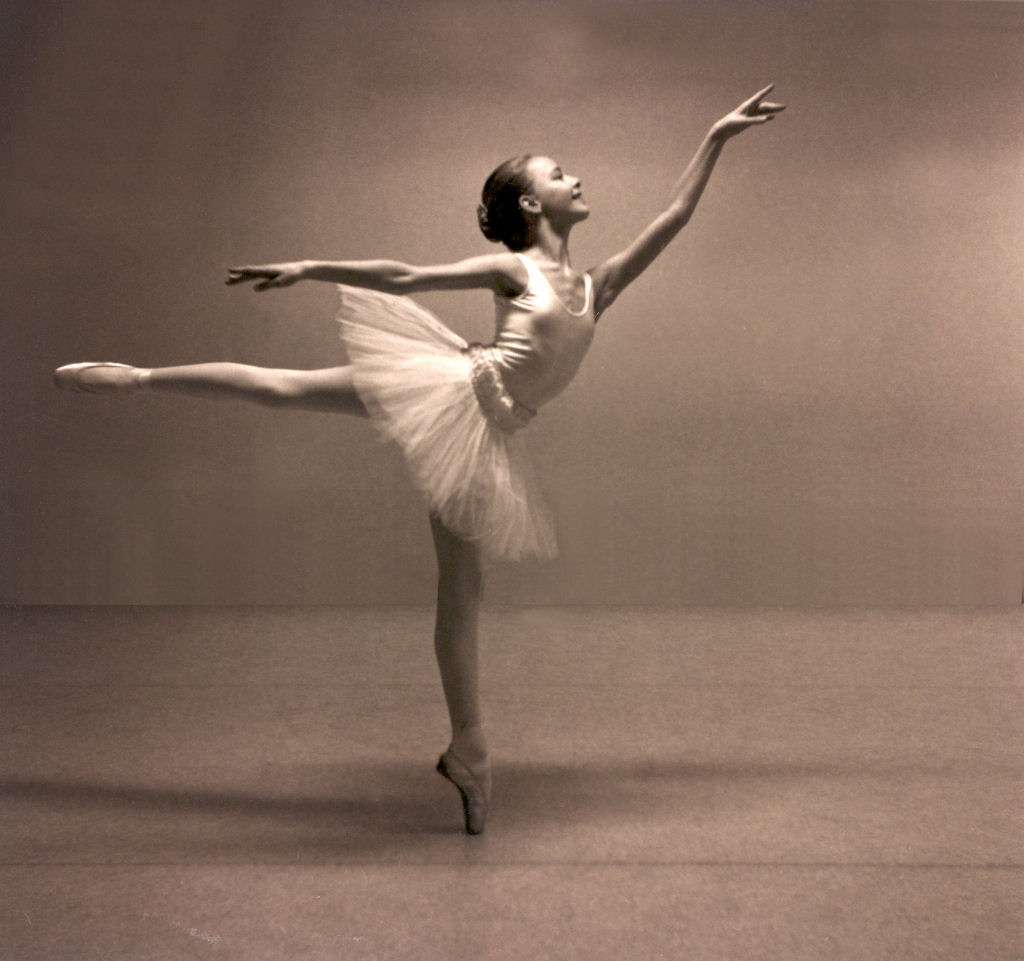
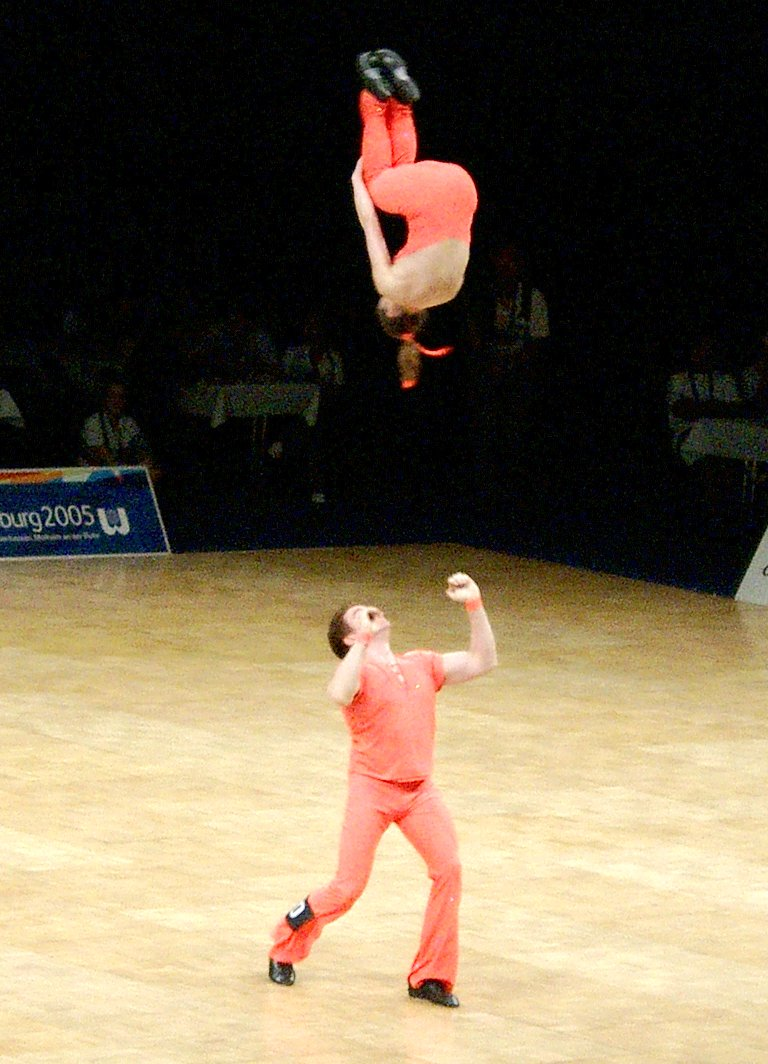
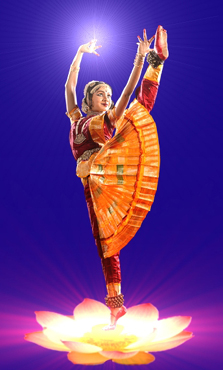
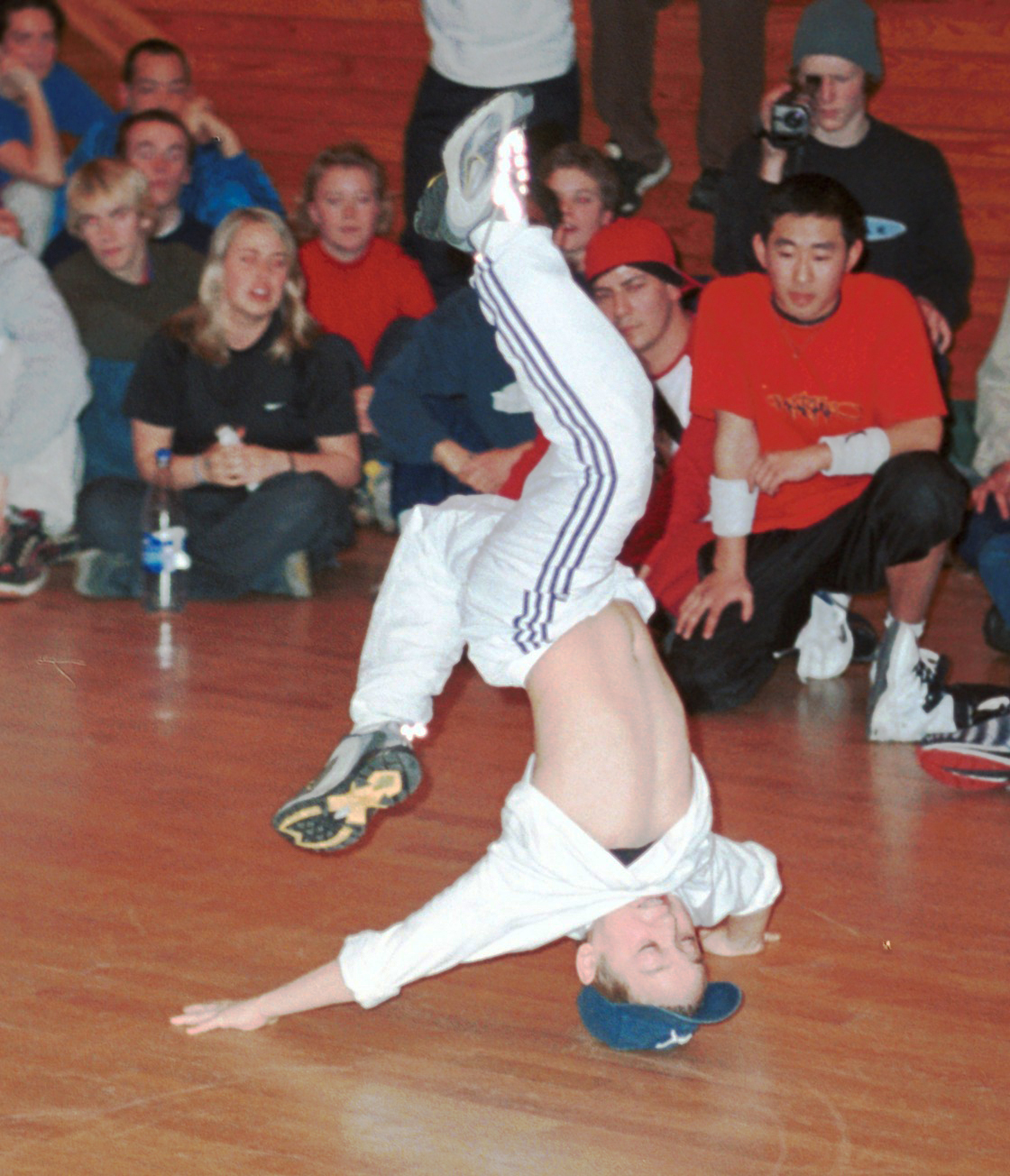